# Luca De Aliprandini
Luca De Aliprandini (ur. 1 września 1990 w Cles) – włoski narciarz alpejski, wicemistrz świata.

## Kariera
Pierwszy raz na arenie międzynarodowej pojawił się 3 grudnia 2005 roku w San Vigilio, gdzie w zawodach juniorskich w slalomie zajął 57. miejsce. W 2008 roku brał udział w mistrzostwach świata juniorów w Formigal, gdzie jego najlepszym wynikiem było 26. miejsce w supergigancie. Podczas rozgrywanych rok później mistrzostw świata juniorów w Garmisch-Partenkirchen zajął szóstą pozycję w gigancie. Był też między innymi dziesiąty w slalomie na mistrzostwach świata juniorów w regionie Mont Blanc w 2010 roku.
W zawodach Pucharu Świata zadebiutował 23 października 2011 roku w Sölden, gdzie został zdyskwalifikowany w pierwszym przejeździe giganta. Pierwsze pucharowe punkty wywalczył 16 grudnia 2012 roku w Alta Badia, zajmując jedenaste miejsce w tej samej konkurencji. Najlepsze wyniki osiągnął w sezonie 2016/2017, kiedy zajął 41. miejsce w klasyfikacji generalnej, a w klasyfikacji giganta był jedenasty.
W 2014 roku brał udział w igrzyskach olimpijskich w Soczi, zajmując jedenaste miejsce w gigancie. Podczas rozgrywanych cztery lata później igrzysk świata w Pjongczangu w tej samej konkurencji został zdyskwalifikowany w pierwszym przejeździe. Brał także udział w mistrzostwach świata w Åre w 2019 roku, gdzie rywalizację w gigancie zakończył na 20. pozycji.

## Osiągnięcia

### Igrzyska olimpijskie
| Miejsce | Dzień     | Rok  | Miejscowość | Konkurencja | Czas biegu | Strata | Zwycięzca       |
| ------- | --------- | ---- | ----------- | ----------- | ---------- | ------ | --------------- |
| 11.     | 19 lutego | 2014 | Soczi       | Gigant      | 2:45,29    | +1,62  | Ted Ligety      |
| DSQ1    | 18 lutego | 2018 | Pjongczang  | Gigant      | 2:18,04    | –      | Marcel Hirscher |
| DNF2    | 13 lutego | 2022 | Pekin       | Gigant      | 2:09,35    | –      | Marco Odermatt  |

### Mistrzostwa świata
| Miejsce | Dzień     | Rok  | Miejscowość        | Konkurencja       | Czas zawodów | Strata | Zwycięzca            |
| ------- | --------- | ---- | ------------------ | ----------------- | ------------ | ------ | -------------------- |
| 20.     | 15 lutego | 2019 | Åre                | Gigant            | 2:20,24      | +3,09  | Henrik Kristoffersen |
| 5.      | 16 lutego | 2021 | Cortina d’Ampezzo  | Gigant równoległy | –            | –      | Mathieu Faivre       |
| 8.      | 17 lutego | 2021 | Cortina d’Ampezzo  | Zawody drużynowe  | –            | –      | Norwegia             |
| 2.      | 19 lutego | 2021 | Cortina d’Ampezzo  | Gigant            | 2:05,86      | +1,77  | Mathieu Faivre       |
| 8.      | 15 lutego | 2023 | Courchevel/Méribel | Gigant równoległy | –            | –      | Alexander Schmid     |
| 14.     | 17 lutego | 2023 | Courchevel/Méribel | Gigant            | 2:34,08      | +2,91  | Marco Odermatt       |
| 9.      | 14 lutego | 2025 | Saalbach           | Gigant            | 2:39,71      | +1,03  | Raphael Haaser       |

### Mistrzostwa świata juniorów
| Miejsce | Dzień       | Rok  | Miejscowość            | Konkurencja | Czas biegu | Strata | Zwycięzca         |
| ------- | ----------- | ---- | ---------------------- | ----------- | ---------- | ------ | ----------------- |
| 34.     | 26 lutego   | 2008 | Formigal               | Zjazd       | 1:45,31    | +4,13  | Hagen Patscheider |
| 26.     | 28 lutego   | 2008 | Formigal               | Supergigant | 1:21,02    | +2,36  | Andreas Sander    |
| DNF1    | 29 lutego   | 2008 | Formigal               | Gigant      | 1:57,00    | –      | Marcel Hirscher   |
| DNF     | 4 marca     | 2009 | Garmisch-Partenkirchen | Zjazd       | 1:39,06    | –      | Andy Plank        |
| DSQ     | 4 marca     | 2009 | Garmisch-Partenkirchen | Supergigant | 1:16,64    | –      | Manuel Kramer     |
| 6.      | 5 marca     | 2009 | Garmisch-Partenkirchen | Gigant      | 2:18,49    | +2,91  | Alexis Pinturault |
| DNF2    | 31 stycznia | 2010 | Region Mont Blanc      | Gigant      | 2:17,55    | –      | Mathieu Faivre    |
| 28.     | 1 lutego    | 2010 | Region Mont Blanc      | Supergigant | 1:29,71    | +2,49  | Maxence Muzaton   |
| 10.     | 2 lutego    | 2010 | Region Mont Blanc      | Slalom      | 1:30,97    | +2,28  | Reto Schmidiger   |

### Puchar Świata

#### Miejsca w klasyfikacji generalnej
- sezon 2012/2013: 103.
- sezon 2013/2014: 54.
- sezon 2015/2016: 88.
- sezon 2016/2017: 41.
- sezon 2017/2018: 49.
- sezon 2018/2019: 47.
- sezon 2019/2020: 41.
- sezon 2020/2021: 36.
- sezon 2021/2022: 27.
- sezon 2022/2023: 59.
- sezon 2023/2024: 50.
- sezon 2024/2025: 38.

#### Miejsca na podium w zawodach
1. Alta Badia – 20 grudnia 2021 (gigant) – 2. miejsce
2. Adelboden – 12 stycznia 2025 (gigant) – 3. miejsce